# Callovosaurus
Callovosaurus is een geslacht van ornithischische dinosauriërs, behorend tot de groep van de Euornithopoda, dat tijdens het midden van het Jura leefde in het gebied van het huidige Engeland.

## Vondst en naamgeving
In 1889 benoemde en beschreef Richard Lydekker een nieuwe soort van Camptosaurus: Camptosaurus leedsi. De soortaanduiding verwijst naar verzamelaar Alfred Nicholson Leeds. 
In 1972 kreeg Peter Malcom Galton twijfel over de toewijzing van de soort aan Camptosaurus, en hij sprak in 1975 van een Camptosaurus? leedsi. In 1980 benoemde Galton een apart geslacht: Callovosaurus met als typesoort Camptosaurus leedsi, waarvan de nieuwe combinatienaam Callovosaurus leedsi luidt. De geslachtsnaam  verwijst naar het Callovien.
Het fossiel, holotype BMNH R1608, werd door Leeds in de Fletton brick pit bij Peterborough in Cambridgeshire gevonden in een mariene afzetting van de Oxford Clay-formatie van het middelste Callovien, ongeveer 163 miljoen jaar oud. Het bestaat uit een linkerdijbeen met een lengte van 28 centimeter. Zowel de kop als het ondereinde zijn erg breed met een respectievelijke breedte van 85 en 73 millimeter. In het bovenste gedeelte is er een diepe kloof tussen de trochanter minor en major. De vierde trochanter bevindt zich vrij hoog. Het dijbeen is vrij sterk gebogen.
Een tweede fossiel, SMC J.46889, een stuk linkerscheenbeen in 1902 eveneens in de Fletton-vindplaats gevonden, behoort wellicht ook tot de soort.
In 2007 gaf Galton een vernieuwde beschrijving.

## Beschrijving
Callovosaurus is een kleine tweevoetige planteneter. Galton schatte de lichaamslengte op ongeveer 2,5 meter.  
In 2007 stelde Galton enkele onderscheidende kenmerken vast. De voorste trochanter van het dijbeen is breed en overdwars afgeplat. De voorste groeve tussen de onderste gewrichtsknobbels van het dijbeen is ondiep. De onderkant van het dijbeen heeft aan de binnenzijde een licht uitgehold oppervlak.
Callovosaurus was, gezien de kenmerken van het dijbeen die een krachtiger retractie mogelijk maakten, sterk aangepast was aan een rennende levenswijze, waarmee hij kon ontsnappen aan roofdieren.

## Fylogenie
Galton plaatste in 1972 Camptosaurus leedsi in de Hypsilophodontidae. Zijn Camptosaurus? leedsi wees hij in 1975 toe aan de Iguanodontidae. Verschillende auteurs hebben de naam sindsdien als een nomen dubium beschouwd maar Galton concludeerde in 2007 dat de soort tot de Dryosauridae behoorde, voornamelijk vanwege de vorm en plaatsing van de vierde trochanter en de scheiding tussen de delen van het bovenuiteinde daarvan, en dat het een valide taxon was, te onderscheiden van andere dryosauriden door met name het bredere en ondiepere aanhechtingspunt voor de staartspieren, dichter bij de basis van de vierde trochanter. Het is dan het oudst bekende lid van die groep en van de Iguanodontia als geheel.